# Jan Carlos Hurtado
Jan Carlos Hurtado est un footballeur vénézuélien né le 5 mars 2000 à El Cantón. Il évolue au poste d'attaquant au Gimnasia La Plata.

## Biographie

### En sélection
Avec les moins de 17 ans, il participe au championnat sud-américain des moins de 17 ans en 2017. Lors de cette compétition, il est titulaire et joue neuf matchs. Il s'illustre en inscrivant trois buts, contre le Paraguay, le Pérou et l'Équateur, mais également en délivrant deux passes décisives. Le Chili se classe deuxième du tournoi.
Avec les moins de 20 ans, il participe à la Coupe du monde des moins de 20 ans en 2017. Il joue cinq matchs lors de ce tournoi, inscrivant un but en phase de poule face au Vanuatu. Le Chili s'incline en finale face à l'Angleterre. Il dispute ensuite le championnat sud-américain des moins de 20 ans en 2019. Il joue sept matchs lors de ce tournoi. Il s'illustre positivement en inscrivant un doublé face au Brésil, mais s'illustre également négativement en écopant de deux cartons rouges, contre l'Uruguay et l'Équateur.
Il joue son premier match avec l'équipe du Venezuela le 22 mars 2019, en amical contre l'Argentine. Il joue seulement une minute lors de cette rencontre (victoire 3-1).

## Palmarès
- Finaliste de la Coupe du monde des moins de 20 ans en 2017 avec l'équipe du Venezuela des moins de 20 ans.